# Maria Selin
Maria Selin   (Hèlsinki, 8 de setembre de 1977), coneguda també amb el nom de casada Maria Saarni és una jugadora d'hoquei sobre gel finlandesa, ja retirada, que va competir entre el 1994 i el 2001. Després d'uns anys retirada tornà a competir entre el 2009 i el 2011 i el 2016. Jugava de davantera.
El 1998 va prendre part en els Jocs Olímpics d'Hivern de Nagano, on guanyà la medalla de bronze en la competició d'hoquei sobre gel.
En el seu palmarès també destaquen dues medalles de bronze al Campionat del món i una de bronze al Campionat d'Europa. Amb la selecció finlandesa jugà un total de 82 partits. A nivell de clubs va jugar al Karhu-Kissoja, Kiekko-Espoota, Espoo Bluesia i JYP Jyväskylä. Va guanyar les lligues finlandeses de 1999 i 2000.